# Affpuddle
Affpuddle est une paroisse civile et un village du Dorset, en Angleterre.